# Список рыб Исландии

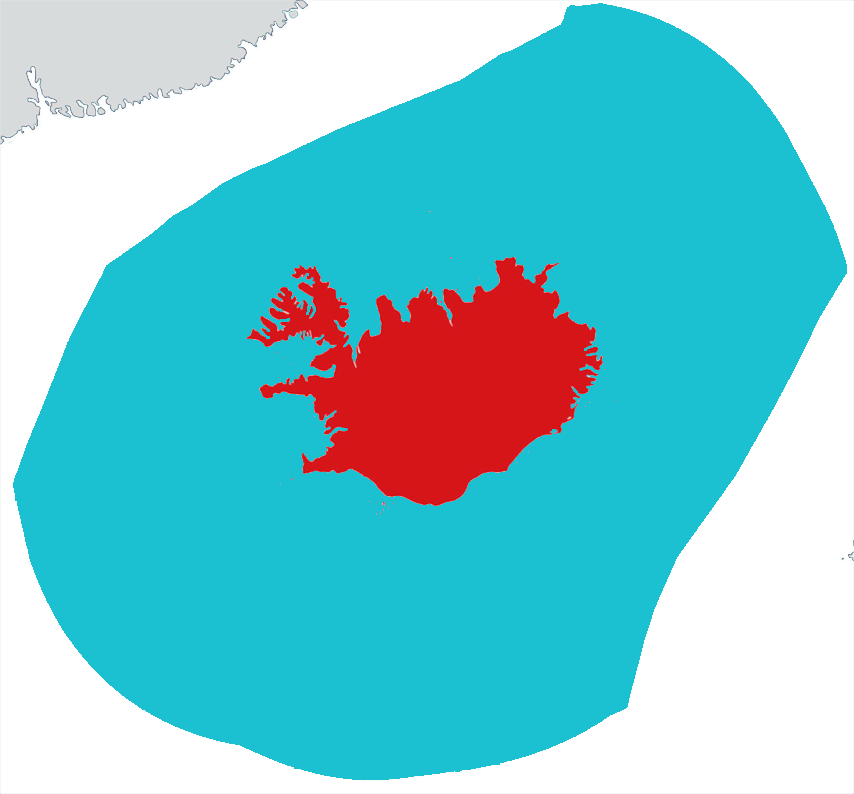
Исключительная экономическая зона Исландии в Атлантическом океане

Список рыб Исландии включает около 340 видов рыб, а также два вида бесчелюстных, обитающих как во внутренних водоёмах Исландии, так и в морских водах вокруг острова в пределах 200 мильной исландской исключительной экономической зоны.
Русские названия рыб в большинстве случаев даны согласно пятиязычному словарю названий животных.

## Класс Миксины (Myxini)
Семейство Миксиновые (Myxinidae)
1. Mixine jespersenae Møller, Feld, Poulsen, Thomsen & Thormar — Миксина Есперсена

## Класс Миноги (Petromyzontida)
Семейство Миноговые (Petromyzontidae)
1. Petromyzon marinus Linnaeus — Морская минога

## Класс Хрящевые рыбы (Chodrichthyes)
Семейство Химеровые (Chimaeridae)
1. Chimera monstrosa Linnaeus — Европейская химера
2. Hydrolagus affinis (Capello) — Атлантический гидролаг
3. Hydrolagus mirabilis (Collett) — Большеглазый гидролаг
4. Hydrolagus pallidus Hardy & Stehmann — Бледный гидролаг

Семейство Носатые химеры (Rhinochimaeridae)
1. Harriotta raleighana Goode & Bean, — Длинноносая химера
2. Rhinochimaera atlantica Holt & Byrne — Носатая химера

Семейство Многожаберные акулы (Hexanchidae)
1. Hexanchus griseus (Bonnaterre) — Шестижаберная акула

Семейство Катрановые акулы (Squalidae)
1. Squalus acanthias Linnaeus — Катран

Семейство Короткошипые акулы (Centrophoridae)
1. Centrophorus squamosus (Bonnaterre) — Серая короткошипая акула
2. Deania calcea (Lowe) — Длиннорылая колючая акула

Семейство Этмоптеровые (Etmopteridae)
1. Centroscyllium fabricii (Reinhardt) — Чёрная собачья акула Фабрициуса
2. Etmopterus princeps Collett — Большая чёрная акула
3. Etmopterus spinax (Linnaeus) — Чёрная колючая акула

Семейство Полярные акулы (Somniosidae)
1. Centroscymnus coelolepis Bocage & Capello — Белоглазая колючая акула
2. Centroselachus crepidater (Bocage & Capello) — Длинноносая бархатная акула
3. Somniosus microcephalus (Bloch & Schneider) — Гренландская полярная акула
4. Zameus squamulosus (Günther) — Бархатная морская собачка

Семейство Гигантские акулы (Cetorhinidae)
1. Cetorhinus maximus (Gunnerus) — Гигантская акула

Семейство Сельдевые акулы (Lamnidae)
1. Lamna nasus (Bonnaterre) — Атлантическая сельдевая акула

Семейство Кошачьи акулы (Scyliorhinidae)
1. Apristurus laurussonii (Sæmundsson) — Исландская чёрная кошачья акула
2. Galeus murinus (Collett) — Исландский пилохвост
3. Galeus melastomus (Rafinesque) — Испанская акула-пилохвост
4. Scyliorhinus canicula (Linnaeus) — Обыкновенная кошачья акула

Семейство Ложнокуньи акулы (Pseudotriakidae)
1. Pseudotriakis microdon Capello — Мелкозубая акула

Семейство Куньи акулы (Triakidae)
1. Galeorhinus galeus (Linnaeus) — Суповая акула

Семейство Серые акулы (Carcharhinidae)
1. Prionace glauca (Linnaeus) — Синяя акула

Семейство Ромбовые скаты (Rajidae)
1. Bathyraja spinicauda (Jensen) — Шипохвостый скат
2. Amblyraja hyperborea  (Collett) — Полярный скат
3. Amblyraja jenseni (Bigelow & Schroeder) — Скат Енсена
4. Amblyraja radiata (Donovan) — Звёздчатый скат
5. Dipturus batis (Linnaeus) — Гладкий скат
6. Dipturus nidarosiensis (Storm) — Норвежский скат
7. Leucoraja fullonica (Linnaeus) — Шагреневый скат
8. Malacoraja kreffti (Stechmann) — Скат Креффта
9. Malacoraja spinacidermis (Barnard) — Шиповатый мягкий скат
10. Raja clavata Linnaeus — Морская лисица
11. Rajella bathyphila (Holt & Byrne) — Глубоководный ромбовый скат
12. Rajella bigelowi (Stechmann) — Синий скат
13. Rajella fyllae (Lütken) — Листовидный скат
14. Rajella lintea (Fries) — Парусный скат

## Класс Лучепёрые рыбы (Actinopterygii)
Семейство Осетровые (Acipenseridae)
1. Acipenser sturio Linnaeus — Атлантический осётр

Семейство Спиношипые (Notacanthidae)
1. Notacanthus bonapartei Risso — Средиземноморский спиношип
2. Notacanthus chemnitzii Bloch — Спиношип Хемница
3. Polyacanthonotus challengeri (Vaillant) — Многошип Челленджера
4. Polyacanthonotus rissoanus Filippi & Vérany — Малоротый многошип

Семейство Речные угри (Anguillidae)
1. Anguilla anguilla (Linnaeus) — Речной угорь

Семейство Синафобранховые (Synaphobranchidae)
1. Histiobranchus bathybius (Günther) — Глубоководный гистиобранх
2. Simenchelys parasitica Gill — Курносый угорь
3. Synaphobranchus kaupi Johnson — Синафобранх Грэя

Семейство Дерихтовые (Derichthyidae)
1. Derichtys serpentinus Gill — Змеиный длинношеий угорь
2. Nessorhamphus ingolfianus (Schmidt) — Утиный океанический угорь

Семейство Нитехвостые угри (Nemichthyidae)
1. Nemichthys scolopaceus Richardson — Нитехвостый угорь

Семейство Конгеровые (Congridae)
1. Conger conger (Linnaeus) — Атлантический конгер

Семейство Неттастоматовые (Nettastomatidae)
1. Venefica procera (Goode & Bean) — Длинная венефика

Семейство Пилосошниковые угри (Serrivomeridae)
1. Serrivomer beanii Gill & Ryder — Пилосошниковый угорь Бина

Семейство Мешкороты (Saccopharyngidae)
1. Saccopharynx ampullaceus (Harwood) — Бутылкообразный мешкорот

Семейство Большеротые (Eurypharyngidae)
1. Eurypharynx pelecanoides Vaillant — Пеликановидный большерот

Семейство Сельдевые (Clupeidae)
Подсемейство Сельдеподобные (Clupeinae)
1. Clupea harengus Linnaeus — Атлантическая сельдь
2. Sardina pilchardus (Walbaum) — Европейская сардина

Подсемейство Пузанковые сельди (Alosinae)
1. Alosa alosa (Linnaeus) — Европейская алоза
2. Alosa fallax (Lacepède) — Финта

Семейство Серебрянковые (Argentinidae)
1. Argentina silus (Ascanius) — Североатлантическая аргентина
2. Argentina sphyraena Linnaeus — Европейская аргентина

Семейство Малоротковые (Microstomatidae)
1. Nansenia groenlandica (Reinhardt) — Гренландская нансения

Семейство Батилаговые (Bathylagidae)
1. Bathylagus euryops Goode & Bean — Широкоглазый батилаг
2. Bathylagus longirostris Maul — Длинноклювый батилаг

Семейство Опистопроктовые (Opisthoproctidae)
1. Dolichopterix longipes (Vaillant) — Длинноногий долихоптерикс

Семейство Гладкоголовые (Alepocephalidae)
1. Alepocephalus agassizi Goode & Bean — Гладкоголов Агассиза
2. Alepocephalus bairdii Goode & Bean — Гладкоголов Бэрда
3. Bajacalifornia megalops (Lütken) — Большеглазая бахакалифорния
4. Einara edentula (Alcock) — Беззубая эйнара
5. Rouleina attrita (Vaillant) — Мягкокожая роулейна
6. Xenodermichthys copei (Gill) — Черноголовый ксенодермихтис

Семейство Платитроктовые (Platytroctidae)
1. Barbantus curvifrons (Roule & Angel) — Бледнобрюхий барбантус
2. Holtbyrnia anomala Krefft — Необычная хольтбирния
3. Holtbyrnia macrops Maul — Большеглазая хольтбирния
4. Maulisia mauli Parr — Маулизия Маула
5. Maulisia microlepis Sazonov & Golovan — Мелкочешучатая маулизия
6. Normichthys operosus Parr — Трудолюбивый нормихтис
7. Platytroctes apus Günther — Безногий платитрокт
8. Sagamichthys schnakenbeki (Krefft) — Шнакенбекский сагамихтис
9. Searsia koefoedi Parr — Сеарсия Кофоеда

Семейство Корюшковые (Osmeridae)
1. Mallotus villosus (Müller) — Мойва

Семейство Лососёвые (Salmonidae)
1. Oncorhynchus gorbuscha (Walbaum) — Горбуша
2. Oncorhynchus mykiss (Walbaum) — Микижа
3. Salmo salar Linnaeus — Озёрный лосось
4. Salmo trutta Linnaeus — Кумжа
5. Salvelinus alpinus (Linnaeus) — Арктический голец

Семейство Гоностомовые (Gonostomatidae)
1. Cyclothone acclinidens Garman — Кривозубая циклотона
2. Cyclothone alba Brauer — Белая циклотона
3. Cyclothone braueri Jespersen & Tåning — Циклотона Брауера
4. Cyclothone livida Brauer — Синеватая циклотона
5. Cyclothone microdon (Günther) — Малозубая циклотона
6. Cyclothone pallida Brauer — Палевая циклотона
7. Cyclothone pseudopallida Mukhacheva — Ложнопалевая циклотона
8. Sigmops bathyphilus (Vaillant) — Глубоководный сигмопс
9. Sigmops elongatus (Günther) — Стройный сигмопс

Семейство Топориковые (Sternoptychidae)
1. Argyropelecus gigas Norman — Гигантский топорик
2. Argyropelecus hemigymnus Cocco — Быстрый топорик
3. Argyropelecus olfersii (Cuvier) — Рыба-топорик
4. Maurolicus muelleri (Gmelin) — Мавролик Мюллера
5. Polyipnus polli Schutz — Полиипнус Полла
6. Sternoptyx diaphana Hermann — Прозрачная рыба-топорик
7. Valenciennellus tripunctulatus (Esmark) — Атлантическая валенциеннелла

Семейство Фотихтиевые (Phosichthydae)
1. Pollichthys mauli (Poll) — Поллихтис Маула
2. Polymetme corythaeola (Alcock) — Серебряная полиметма

Семейство Стомиевые (Stomiidae)
Подсемейство Астронестины (Astronesthinae)
1. Astronesthes gemmifer (Lönnberg) — Глазчатый астронест
2. Borostomias antarcticus (Lönnberg) — Антарктическая боростомия
3. Neonesthes capensis (Gilchrist & von Bonde) — Капский неонест
4. Rhadinesthes decimus (Zugmayer) — Стройный радинест

Подсемейство Стомиины (Stomiinae)
1. Stomias boa (Risso) — Стомия-боа
2. Chauliodus sloani Bloch & Schneider — Рыба-ехидна

Подсемейство Меланостомиины (Melanostomiinae)
1. Chirostomias pliopterus Regan & Trewavas — Бесчешуйчатый иглорот
2. Flagellostomias boureei (Zugmayer) — Флагеллостомия Буре
3. Melanostomias bartonbeani Parr — Меланостомия Бартона Бина
4. Trigonolampa miriceps Regan & Tewavas — Странноголовая тригонолампа

Подсемейство Мелакостеины (Malacosteinae)
1. Malacosteus niger Ayres — Чёрный малакост

Семейство Жемчужноглазовые (Scopelarchidae)
1. Benthalbella infans Zugmayer — Бентальбелла Цугмайера

Семейство Нотосудовые (Notosudidae)
1. Scopelosaurus lepidus (Krefft & Maul) — Многотычинковый скопелозавр

Семейство Ящероголовые (Synodontidae)
1. Bathysaurus ferox Günther — Воинственный батизавр

Семейство Веретенниковые (Paralepididae)
1. Arctozenus risso (Bonaparte) — Северный веретенник
2. Macroparalepis affinis Ege — Обыкновенный макропаралепис
3. Magnisudis atlantica (Krøyer) — Атлантическая барракудина
4. Paralepis coregonoides Risso — Средиземноморский сиговидный веретенник

Семейство Кинжалозубые (Anotopteridae)
1. Anotopterus pharao Zugmayer — Фараонов кинжалозуб

Семейство Эверманнелловые (Evermannellidae)
1. Evermanella balbo (Risso) — Эверманелла-заика

Семейство Алепизавровые (Alepisauridae)
1. Alepisaurus brevirostis Gibbs — Короткорылый алепизавр
2. Alepisaurus ferox Lowe — Большеголовый алепизавр

Семейство Неоскопеловые (Neoscopelidae)
1. Neoscopelus microchir Matsubara — Неоскопелус микрохир

Семейство Светящиеся анчоусы (Myctophidae)
Подсемейство Миктофины (Myctophinae)
1. Benthosema glaciale (Reinhardt) — Северный светящийся анчоус
2. Myctophum punctatum Rafinesque — Пятнистый миктоф
3. Protomyctophum arcticum (Lütken) — Арктический протомиктоф

Подсемейство Лампаниктины (Lampanyctinae)
1. Bolinichthys supralateralis (Parr) — Супралатеральный болинихт
2. Ceratoscopelus maderensis (Lowe) — Североатлантический цератоскопел
3. Diaphus effulgens (Goode & Bean) — Светлоголовый диаф
4. Diaphus rafinesqii (Cocco) — Диаф Рафинеска
5. Lampadena speculigera Goode & Bean — Зеркальная лампадена
6. Lampanyctus crocodilus (Risso) — Крокодиловый лампаникт
7. Lampanyctus intricarius Tåning — Сомнительный лампаникт
8. Lampanyctus macdonaldi (Goode & Bean) — Лампаникт Макдональда
9. Lampanyctus ater Tåning — Тёмный лампаникт
10. Notoscopelus kroeyerii (Malm) — Нотоскопелус Кройера

Семейство Опаховые (Lamprididae)
1. Lampris guttatus (Brünnich) — Краснопёрый опах

Семейство Ремнетелые (Regalecidae)
1. Regalecus glesne Ascanius — Сельдяной король

Семейство Вогмеровые (Trachipteridae)
1. Trachipterus arcticus (Brünnich) — Северный вогмер

Семейство Караповые (Carapidae)
1. Echiodon drummondii Thompson — Эхиодон Драммонда

Семейство Ошибневые (Ophidiidae)
1. Brotulotaenia crassa Parr — Плотная бротулотения
2. Lamprogrammus shcherbachevi Cohen & Rohr — Лампрограмма Щербачёва

Семейство Бититовые (Bythitidae)
1. Bythites islandicus Nielsen & Cohen — Исландский бититес
2. Cataetyx laticeps Koefoed — Широкоголовый катетикс
3. Thalassobathia pelagica Cohen — Пелагическая талассобатия

Семейство Долгохвостовые (Macrouridae)
Подсемейство Жесткорыловые (Trachyrincinae)
1. Trachyrincus murrayi Günther — Жесткорыл Муррея

Подсемейство Макрурины (Macrourinae)
1. Coelorinchus caelorhincus (Risso) — Обыкновенный полорыл
2. Coelorinchus labiatus (Koehler) — Остроносый полорыл
3. Coryphaenoides armatus (Hector) — Вооружённый долгохвост
4. Coryphaenoides brevibarbis (Goode & Bean) — Короткобородый долгохвост
5. Coryphaenoides carapinus Goode & Bean — Караповидный долгохвост
6. Coryphaenoides guentheri (Vaillant) — Долгохвост Гюнтера
7. Coryphaenoides mediterraneus (Giglioli) — Средиземноморский долгохвост
8. Coryphaenoides rupestris Gunnerus — Тупорылый макрурус
9. Macrourus berglax Lacepède — Северный макрурус
10. Malacocephalus laevis (Lowe) — Мягкоголовый долгохвост
11. Nezumia aequalis (Günther) — Атлантическая незумия

Семейство Моровые (Moridae)
1. Antimora rostrata Günther — Клюворылая антимора
2. Guttigadus latifrons (Holt & Byrne) — Широколобый гуттигадус
3. Halargyreus johnsonii Günther — Халаргиреус Джонсона
4. Lepidion eques (Günther) — Лепидион-рыцарь
5. Lepidion guentheri (Giglioli) — Лепидион Гюнтера
6. Mora moro (Risso) — Обыкновенная мора

Семейство Морские налимы (Gaidropsaridae)
1. Gaidropsarus argentatus (Reinhardt) — Серебристый морской налим
2. Gaidropsarus vulgaris (Cloquet) — Обыкновенный морской налим
3. Ciliata mustela (Linnaeus) — Пятиусый налим
4. Ciliata septentrionalis (Collett) — Северный  морской налим
5. Enchelyopus cimbrius (Linnaeus) — Четырёхусый морской налим

Семейство Нитепёрые налимы (Phycidae)
1. Phycis blennoides (Brünnich) — Большеглазый нитепёрый налим
2. Urophycis tenuis (Mitchill) — Белый морской хек

Семейство Мерлузовые (Merlucciidae)
1. Merluccius merluccius (Linnaeus) — Европейская мерлуза

Семейство Лотидовые (Lotidae)
1. Brosme brosme (Ascanius) — Менёк
2. Molva dypterygia (Pennant) — Голубая щука
3. Molva molva (Linnaeus) — Морская щука

Семейство Тресковые (Gadidae)
1. Arctogadus glacialis (Peters) — Ледовая треска
2. Boreogadus saida (Lepechin) — Сайка
3. Gadiculus argenteus thori Schmidt — Глубоководный гадикул
4. Gadus morhua Linnaeus — Атлантическая треска
5. Melanogrammus aeglefinus (Linnaeus) — Пикша
6. Merlangius merlangus (Linnaeus) — Мерланг
7. Micromesistius poutassou (Risso) — Северная путассу
8. Pollachius pollachius (Linnaeus) — Серебристая сайда
9. Pollachius virens (Linnaeus) — Сайда
10. Trisopterus esmarkii (Nilsson) — Тресочка Эсмарка

Семейство Удильщиковые (Lophiidae)
1. Lophius piscatorius Linnaeus — Европейский удильщик

Семейство Хаунаксовые (Chaunacidae)
1. Chaunax suttkusi Caruso — Хаунакс Сатткуса

Семейство Нетопырёвые (Ogcocephalidae)
1. Dibranchus atlanticus Peters — Атлантический дибранх

Семейство Каулофриновые (Caulophrynidae)
1. Caulophryne jordani Goode & Bean — Мохнатый удильщик Джордана

Семейство Меланоцетовые (Melanocetidae)
1. Melanocetus johnsonii Günther — Чёрный удильщик Джонсона

Семейство Гимантолофовые (Himantolophidae)
1. Himantolophus albinares Maul — Белопятнистый гимантолоф
2. Himantolophus groenlandicus Reinhardt — Атлантический гимантолоф
3. Himantolophus mauli Bertelsen & Krefft — Гимантолоф Маула
4. Himantolophus melanolophus Bertelsen & Krefft — Чернохохлый гимантолоф

Семейство Онейродовые (Oneirodidae)
1. Chaenophryne draco Beebe — Драконова хенофрина
2. Chaenophryne longiceps Regan — Длиннопёрая хенофрина
3. Dolopichthys longicornis Parr — Длиннорогий долопихтис
4. Oneirodes anisacanthus (Regan) — Разношипый онейрод
5. Oneirodes carlsbergi (Regan & Trewavas) — Онейрод Карлсберга
6. Oneirodes eschrichtii Lütken — Онейрод Эшрихта
7. Oneirodes macrosteus Pietsch — Длинноудочковый онейрод
8. Oneirodes myrionemus Pietsch — Удивительный онейрод

Семейство Цератиевые (Ceratiidae)
1. Ceratias holboelli Krøyer — Гренландский глубоководный удильщик
2. Cryptopsaras couesii Gill — Криптопсарас Коуса

Семейство Длиннощуповые удильщики (Gigantactinidae)
1. Gigantactis ios Bertelsen, Pietsch, Lavenberg — Длиннощуповый удильщик Ио
2. Gigantactis vanhoeffeni Brauer — Длиннощуповый удильщик Ван Хоффена

Семейство Линофриновые (Linophrynidae)
1. Haplophryne mollis (Brauer) — Нежная гаплофрина
2. Linophryne algibarbata Waterman — Четырёхусая линофрина
3. Linophryne coronata Parr — Чёрнохвостая линофрина
4. Linophryne lucifer Collett — Светоносная линофрина
5. Linophryne maderensis Maul — Мадейрская линофрина
6. Linophryne pennibarbata Bertelsen — Крылоусая линофрина

Семейство Кефалевые (Mugilidae)
1. Chelon labrosus (Risso) — Остроносик

Семейство Саргановые (Belonidae)
1. Belone belone (Linnaeus) — Европейский сарган

Семейство Макрелещуковые (Scomberesocidae)
1. Scomberesox saurus (Walbaum) — Атлантическая сайра

Семейство Меламфаевые (Melamphaidae)
1. Melamphaes microps (Günther) — Малоглазый меламфай
2. Poromitra crassiceps (Günther) — Гребенчатая поромитра
3. Poromitra megalops (Lütken) — Большеглазая поромитра
4. Scopelogadus beanii  (Günther) — Скопелогадус Бина

Семейство Ронделетиевые (Rondeletiidae)
1. Rondeletia loricata Abe & Hotta — Колючая ронделетия

Семейство Барбурисиевые (Barbourisiidae)
1. Barbourisia rufa Parr — Рыжая барбурисия

Семейство Китовидковые (Cetomimidae)
1. Cetostoma regani Zugmayer — Цетостома Ригана
2. Danacetichthys galathenus Paxton — Данацетихтис
3. Gyrinomimus myersi Parr — Гириномимус Майерса

Семейство Саблезубовые (Anoplogasteridae)
1. Anoplogaster cornuta (Valenciennes) — Длиннорогий саблезуб

Семейство Диретмовые (Diretmidae)
1. Diretmichthys parini (Post & Quéro) — Деритмихтис Парина
2. Diretmus argenteus Johnson — Серебристая диретма

Семейство Большеголовые (Trachichthyidae)
1. Hoplostethus atlanticus Collett — Атлантический большеголов
2. Hoplostethus mediterraneus Cuvier — Средиземноморский большеголов

Семейство Бериксовые (Berycidae)
1. Beryx decadactylus Cuvier — Высокотелый берикс
2. Beryx splendens Lowe — Низкотелый берикс

Семейство Солнечниковые (Zeidae)
1. Zenopsis conchifer (Lowe) — Серебристый зеркальный солнечник
2. Zeus faber Linnaeus — Обыкновенный солнечник

Семейство Ореосомовые (Oreosomatidae)
1. Allocyttus verrucosus (Gilchrist) — Глубоководный солнечник
2. Neocyttus helgae (Holt & Byrne) — Неоцит Хельги
3. Pseudocyttus maculatus Gilchrist — Пятнистый псевдоцит

Семейство Чешуеиглые (Grammicolepididae)
1. Grammicolepis brachiusculus Poey — Граммиколепис

Семейство Колюшковые (Gasterosteidae)
1. Gasterosteus aculeatus Linnaeus — Трёхиглая колюшка

Семейство Игловые (Syngnathidae)
1. Entelurus aequoreus (Linnaeus) — Большая змеевидная игла-рыба

Семейство Морские окуни (Sebastidae)
1. Helicolenus dactylopterus (Delaroche) — Синеротый окунь
2. Sebastes marinus (Linnaeus) — Золотистый морской окунь
3. Sebastes mentella (Travin) — Клюворылый морской окунь
4. Sebastes viviparus Krøyer — Малый морской окунь

Семейство Окуни-сетархи (Setarchidae)
1. Ectreposebastes imus Garman — Морской окунь Гармана

Семейство Тригловые (Triglidae)
1. Eutrigla gurnardus (Linnaeus) — Серая тригла

Семейство Рогатковые (Cottidae)
1. Artediellus atlanticus Jordan & Evermann — Атлантический крючкорог
2. Gymnacanthus tricuspis (Reinhardt) — Арктический шлемоносец
3. Icelus bicornis (Reinhardt) — Атлантический двурогий ицел
4. Mycrenophrys lilljeborgii (Collett) — Бычок Лилльеборга
5. Myoxocephalus scorpius (Linnaeus) — Европейский керчак
6. Taurulus bubalis (Euphrasen) — Европейский бычок-буйвол
7. Triglops murrayi Günther — Триглопс Мюррея

Семейство Морские лисички (Agonidae)
1. Agonus cataphractus (Linnaeus) — Европейская лисичка
2. Leptagonus decagonus (Bloch & Schneider) — Гренландская лисичка

Семейство Психролютовые (Psychrolutidae)
1. Cottunculus microps Collett — Малоглазый коттункулус
2. Cottunculus thompsonii (Günther) — Коттункулус Томпсона
3. Psychrolutes subspinosus (Jensen) — Исландский психролют

Семейство Пинагоровые (Cyclopteridae)
1. Cyclopterus lumpus Linnaeus — Пинагор
2. Eumicrotremus spinosus (Fabricius) — Обыкновенный шиповатый  пинагор

Семейство Липаровые (Liparidae)
1. Careproctus micropus (Günther) — Исландский карепрокт
2. Careproctus reinhardti Krøyer — Карепрокт Рейнхардта
3. Liparis fabricii Krøyer — Липарис Фабриция
4. Liparis liparis (Linnaeus) — Европейский липарис
5. Liparis montagui (Donovan) — Липарис Монтегю
6. Paraliparis bathybius Goode & Bean — Полярный паралипарис
7. Paraliparis copei Goode & Bean — Черноголовый паралипарис
8. Paraliparis hystrix Merret — Колючий паралипарис
9. Rhodichthys regina Collett — Королевский родихт

Семейство Мороновые (Moronidae)
1. Dicentrarchus labrax (Linnaeus) — Обыкновенный лаврак

Семейство Ховелловые (Howellidae)
1. Howella sherborni (Norman) — Ховелла Шерборна

Семейство Полиприоновые (Polyprionidae)
1. Polyprion americanus (Bloch & Schneider) — Бурый каменный окунь

Семейство Большеглазовые (Epigonidae)
1. Epigonus telescopus (Risso) — Большеглаз

Семейство Прилипаловые (Echeneididae)
1. Remora remora (Linnaeus) — Обыкновенная рыба-прилипало

Семейство Ставридовые (Carangidae)
1. Trachurus trachurus (Linnaeus) — Обыкновенная ставрида

Семейство Морские лещи (Bramidae)
Подсемейство Браминовые (Braminae)
1. Brama brama (Bonnaterre) — Атлантический морской лещ
2. Taractes asper Lowe — Малый морской лещ

Подсемейство Птераклиновые (Pteraclinae)
1. Pterycombus brama Fries — Серебристый морской лещ

Семейство Каристовые (Caristiidae)
1. Platyberyx opalescens Zugmayer — Опаловый платиберикс

Семейство Спаровые (Sparidae)
1. Pagellus bogaraveo (Brünnich) — Краснопёрый пагель

Семейство Горбылёвые (Sciaenidae)
1. Argyrosomus regius (Asso) — Обыкновенный серебристый горбыль

Семейство Бельдюговые (Zoarcidae)
1. Gymnelus retrodorsalis Le Danois — Гимнел Есипова
2. Lycenchelys kolthoffi Jensen — Пятнистый лиценхелис
3. Lycenchelys muraena (Collett) — Муреновый лиценхелис
4. Lycenchelys platyrhinus (Jensen) — Голый лиценхелис
5. Lycenchelys sarsi (Collett) — Лиценхелис Сарса
6. Lycodes adolfi Nielsen & Fosså — Ликод Адольфа
7. Lycodes esmarki Collett — Ликод Эсмарка
8. Lycodes eudipleurostictus Jensen — Двупёрый ликод
9. Lycodes frigidus Collett — Абиссальный ликод
10. Lycodes gracilis Sars — Тонкий ликод
11. Lycodes leutkenii Collett — Ликод Люткена
12. Lycodes pallidus Collett — Бледный ликод
13. Lycodes reticulatus Reinhardt — Сетчатый ликод
14. Lycodes rossi Malmgren — Ликод Росса
15. Lycodes seminudus Reinhardt — Полуголый ликод
16. Lycodes squamiventer Jensen — Чешуебрюхий ликод
17. Lycodes terraenovae Collett — Атлантический ликод
18. Lycodonus flagellicauda (Jensen) — Тонкохвостый ликодон
19. Melanostigma atlanticum Koefoed — Атлантическая меланостигма
20. Pachycara microcephalum (Jensen) — Малоголовая пахикара

Семейство Стихеевые (Stichaeidae)
Подсемейство Стихеевидные (Stichaeinae)
1. Chirolophis ascanii (Walbaum) — Мохоголовая собачка

Подсемейство Люмпеновые (Lumpeninae)
1. Leptoclinus maculatus (Fries) — Пятнистый люмпен
2. Lumpenus lampretaeformis (Walbaum) — Миноговидный люмпен

Семейство Маслюковые (Pholidae)
1. Pholis gunnellus (Linnaeus) — Обыкновенный маслюк

Семейство Зубатковые (Anarhichadidae)
1. Anarhichas denticulatus Krøyer — Синяя зубатка
2. Anarhichas lupus Linnaeus — Полосатая зубатка
3. Anarhichas minor Olafsen — Пятнистая зубатка

Семейство Живоглотовые (Chiasmodontidae)
1. Chiasmodon harteli Melo — Живоглот Хартела
2. Pseudoscopelus altipinnis Parr — Длинноплавниковый светящийся живоглот

Семейство Песчанковые (Ammodytidae)
1. Ammodytes marinus Raitt — Европейская многопозвонковая песчанка
2. Ammodytes tobianus Linnaeus — Балтийская песчанка
3. Hyperoplus lanceolatus (Le Sauvage) — Широкая большая песчанка

Семейство Лировые (Callionymidae)
1. Callionymus lyra Linnaeus — Полосатая рыба-лира
2. Callionymus maculatus Rafinesque-Schmaltz — Пятнистая пескарка

Семейство Бычковые (Gobiidae)
1. Buenia jeffreysii (Günther) — Буэния Джеффри
2. Lebetus scorpioides (Collett) — Маленький бычок

Семейство Гемпиловые (Gempylidae)
1. Lepidocybium flavobrunneum (Smith) — Серая деликатесная макрель
2. Nesiarchus nasutus Johnson — Носатый незиарх

Семейство Волосохвостые (Trichiuridae)
Подсемейство Угольщиковые (Aphanopodinae)
1. Aphanopus carbo Lowe — Обыкновенный угольщик
2. Benthodesmus simonyi (Steindachner) — Бентодесма Симони

Подсемейство Лепидоповые (Lepidopodinae)
1. Lepidopus caudatus (Euphrasen) — Хвостатый лепидоп

Семейство Скумбриевые (Scombridae)
1. Scomber scombrus Linnaeus — Атлантическая скумбрия
2. Sarda sarda (Bloch) — Атлантическая пеламида
3. Thunnus thynnus (Linnaeus) — Обыкновенный тунец

Семейство Мечерылые (Xiphiidae)
1. Xiphias gladius Linnaeus — Меч-рыба

Семейство Центролофовые (Centrolophidae)
1. Centrolophus niger (Gmelin) — Чёрный центролоф
2. Schedophilus medusophagus Cocco — Исландский шедоф
3. Hyperoglyphe perciformes (Mitchill) — Атлантический гипероглиф

Семейство Калкановые (Scophthalmidae)
1. Lepidorhombus boschii (Risso) — Пятнистый мегрим
2. Lepidorhombus whiffiagonis (Walbaum) — Мегрим
3. Phrynorhombus norvegicus (Günther) — Норвежский топкнот
4. Psetta maxima (Linnaeus) — Тюрбо
5. Scophthalmus rhombus (Linnaeus) — Бриль

Семейство Камбаловые (Pleuronectidae)
Подсемейство Палтусовидные камбалы (Hippoglossidinae)
1. Hippoglossoides platessoides (Fabricius) — Западноатлантическая камбала-ёрш
2. Hippoglossoides hippoglossus (Linnaeus) — Палтусовидная камбала
3. Reinhardtius hippoglossoides (Walbaum) — Чёрный палтус

Подсемейство Морские камбалы (Pleuronectinae)
1. Glyptocephalus cynoglossus (Linnaeus) — Красная камбала
2. Limanda limanda (Linnaeus) — Ершоватка
3. Microstomus kitt (Walbaum) — Малоголовая камбала
4. Platichthys flesus (Linnaeus) — Речная камбала
5. Pleuronectes platessa Linnaeus — Морская камбала

Семейство Луны-рыбы (Molidae)
1. Mola mola (Linnaeus) — Обыкновенная луна-рыба